# ダン・ホーンバックル
ダン・ホーンバックル（Dan Hornbuckle、1980年12月26日 - ）は、アメリカ合衆国の男性総合格闘家。イリノイ州ハモンド出身。アメリカン・トップチーム所属。ブラジリアン柔術黒帯。元DEEPウェルター級王者。

## 来歴
2007年4月28日、Total Fight Challengeウェルター級王座決定戦でマット・ショーに肩固めで一本勝ちを収め王座獲得に成功した。
2008年3月29日、カナダで開催されたHCFに参戦。アンドリュー・バックランドと対戦し、腕ひしぎ十字固めで一本勝ち。
2008年5月18日、戦極初参戦となった戦極 〜第二陣〜でマイク・パイルと対戦し、三角絞めで一本負け。
2009年8月2日、戦極 〜第九陣〜で郷野聡寛と対戦し、3Rに右ハイキックで失神KO勝ちを収めた。郷野は担架で病院に運ばれるほどのダメージであった。
2009年11月8日、ワールド・ノーギ・チャンピオンシップ2009のアダルト紫帯メイオペサード級およびアブソルート級に出場し、どちらも3位入賞を果たした。
2010年にはBellatorシーズン2ウェルター級トーナメントに参加。4月22日の1回戦ではタイラー・スティンソンを三角絞めで破った。5月20日の準決勝でスティーブ・カールにチキンウィングアームロックで一本勝ち。6月17日の決勝ではベン・アスクレンに0-3の判定負けで準優勝となった。
2010年12月30日、戦極 Soul of Fightの「SRC VS DREAM 交流戦」で長南亮と対戦予定であったが、インフルエンザにかかり欠場となることが開催3日前となる12月27日に発表された。

## 戦績
| 総合格闘技 戦績 | 総合格闘技 戦績 | 総合格闘技 戦績 | 総合格闘技 戦績 | 総合格闘技 戦績 | 総合格闘技 戦績 | 総合格闘技 戦績 |
| --------------- | --------------- | --------------- | --------------- | --------------- | --------------- | --------------- |
| 26 試合         | (T)KO           | 一本            | 判定            | その他          | 引き分け        | 無効試合        |
| 23 勝           | 9               | 10              | 3               | 1               | 0               | 0               |
| 3 敗            | 0               | 2               | 1               | 0               | 0               | 0               |

| 勝敗 | 対戦相手                     | 試合結果                           | 大会名                                                        | 開催年月日     |
| ○    | 白井祐矢                     | 5分3R終了 判定5-0                  | DEEP 62 IMPACT 【DEEPウェルター級タイトルマッチ】             | 2013年4月26日  |
| ○    | ブラッド・ブラックバーン     | 5分3R終了 判定3-0                  | Bellator 25                                                   | 2010年8月19日  |
| ×    | ベン・アスクレン             | 5分3R終了 判定0-3                  | Bellator 22 【ウェルター級トーナメント 決勝】                 | 2010年6月17日  |
| ○    | スティーブ・カール           | 1R 2:31 チキンウィングアームロック | Bellator 19 【ウェルター級トーナメント 準決勝】               | 2010年5月20日  |
| ○    | タイラー・スティンソン       | 1R 2:03 三角絞め                   | Bellator 15 【ウェルター級トーナメント 1回戦】                | 2010年4月22日  |
| ○    | ニック・トンプソン           | 2R 1:30 TKO（スタンドパンチ連打）  | 戦極 〜第十陣〜                                               | 2009年9月23日  |
| ○    | 郷野聡寛                     | 3R 2:50 KO（右ハイキック）         | 戦極 〜第九陣〜                                               | 2009年8月2日   |
| ○    | ジョー・アレクサンダー       | 1R 0:46 TKO（パウンド）            | Total Fight Challenge: Hornbuckle vs. Alexander               | 2009年2月21日  |
| ○    | ナビル・カーティブ           | 1R 3:58 チョークスリーパー         | Raw Combat: Resurrection 【Raw Combatウェルター級王座決定戦】 | 2008年6月20日  |
| ×    | マイク・パイル               | 1R 4:52 三角絞め                   | 戦極 〜第二陣〜                                               | 2008年5月18日  |
| ○    | アンドリュー・バックランド   | 1R 3:34 腕ひしぎ十字固め           | HCF: Crow's Nest                                              | 2008年3月29日  |
| ○    | コートニー・レイ             | 1R 1:25 腕ひしぎ十字固め           | HOOKnSHOOT: BodogFight Women's Tournament                     | 2007年11月24日 |
| ○    | ピーター・ジャカクジンスキー | 1R 1:53 TKO                        | BodogFight: Vancouver                                         | 2007年8月25日  |
| ○    | マット・ショー               | 2R 2:53 肩固め                     | Total Fight Challenge 8 【TFCウェルター級王座決定戦】         | 2007年4月28日  |
| ○    | コートニー・レイ             | 1R 2:49 TKO（パウンド）            | HOOKnSHOOT: Live 【ウェルター級トーナメント 決勝】            | 2007年3月24日  |
| ○    | ジェイミー・トニー           | 判定3-0                            | HOOKnSHOOT: Live 【ウェルター級トーナメント 準決勝】          | 2007年3月24日  |
| ○    | ウェイン・ボガート           | 1R 2:34 腕ひしぎ十字固め           | HOOKnSHOOT: Live 【ウェルター級トーナメント 1回戦】           | 2007年3月24日  |
| ○    | アレックス・カーター         | 1R 0:35 三角絞め                   | Total Fight Challenge 7                                       | 2007年2月10日  |
| ○    | ブレント・ウィードマン       | 2R 3:31 三角絞め                   | LOF 12: Black Tie Battles 【LOFウェルター級タイトルマッチ】   | 2006年12月31日 |
| ○    | マックス・ファウラー         | 1R 0:30 一本                       | CFC 1: Explosion                                              | 2006年12月16日 |
| ○    | ウェイン・ボガート           | 1R 0:36 肩固め                     | Ironheart Crown 11: Apocalypse                                | 2006年11月18日 |
| ○    | ジャスティン・ウィルコックス | 1R 1:20 TKO（グラウンドパンチ）    | Total Fight Challenge 6                                       | 2006年9月9日   |
| ○    | アンディ・ノミントン         | KO                                 | Madtown Throwdown 8                                           | 2006年7月15日  |
| ×    | ネイト・オム                 | 三角絞め                           | Madtown Throwdown 8                                           | 2006年7月15日  |
| ○    | スティーブ・コネリー         | 1R TKO                             | Duneland Classic 4                                            | 2006年6月17日  |
| ○    | マイク・ボドジャック         | 1R 2:30 TKO（マウントパンチ）      | Total Fight Challenge 5                                       | 2006年2月18日  |

## 獲得タイトル
- LOFウェルター級王座（2006年）
- HOOKnSHOOTウェルター級トーナメント 優勝（2007年）
- Total Fight Challengeウェルター級王座（2007年）
- Raw Combatウェルター級王座 （2008年）
- 第5代DEEPウェルター級王座（2013年）